# TRUE/たった、ひとつの
「TRUE/たった、ひとつの」（トゥルー/たった、ひとつの）は、2002年8月21日にポニーキャニオンから発売された下川みくにの8作目のシングル。

## 解説
- 前作「tomorrow/枯れない花」に続き、両A面シングルとして発売。「TRUE」はテレビ東京系アニメ『ドラゴンドライブ』のオープニングテーマ、「たった、ひとつの」は同アニメのエンディングテーマとなった。
- 3曲目「キミと二人」は、ピアノ伴奏中心の曲構成となっている。

## 収録曲
1. TRUE [4:14]
作詞：小林夏海、作曲・編曲：Ciel
2. たった、ひとつの [5:04]
作詞・作曲・編曲：浅田直
3. キミと二人 [3:39]
作詞・作曲：下川みくに、編曲：武部聡志
4. TRUE（instrumental） [4:14]
5. たった、ひとつの（instrumental） [5:05]

## 収録アルバム
TRUE
- 392 〜mikuni shimokawa BEST SELECTION〜 （2002年9月19日発売） - 「album version」として収録
- Mikuni Shimokawa Singles & Movies（2005年8月18日発売）

たった、ひとつの
- 392 〜mikuni shimokawa BEST SELECTION〜 - 「album mix」として収録
- Mikuni Shimokawa Singles & Movies
- 9 -Que!!- 下川みくにセルフカバーアルバム（2008年3月19日発売）
- 翼 〜Very Best of Mikuni Shimokawa〜（2009年8月5日発売）
※「キミと二人」はアルバム未収録。